# Ectropis abraxaria
Ectropis abraxaria är en fjärilsart som beskrevs av Walker 1860. Ectropis abraxaria ingår i släktet Ectropis och familjen mätare. Inga underarter finns listade i Catalogue of Life.